# Vymazaný kluk
Vymazaný kluk (v anglickém originále Boy Erased) je americko-australský hraný film z roku 2018, který režíroval Joel Edgerton podle vlastního scénáře. Film natočený podle autobiografické knihy Garrarda Conleye zachycuje metody léčby homosexuality. Snímek měl světovou premiéru na filmovém festivalu v Telluride 1. září 2018.

## Děj
Jared Eamons je synem baptistického kazatele a spolu s rodiči žije na malém městě v Arizoně. Když odejde na vysokou školu, zjistí, že ho přitahuje spolužák Henry. Henry ho nicméně znásilní a poté zavolá Jaredovým rodičům, že jejich syn je gay. Otec se po poradě s dalšími pastory rozhodně přihlásit svého syna do programu na léčení homosexuality. V křesťanském centru „Love in Action“ se má Jared postupně zbavit homosexuality a má se z něj stát zdravý heterosexuální muž. Léčba je ambulantní, Jared do zařízení dochází přes den a na noc se vrací do hotelu, kde na něj čeká jeho matka. Zařízení vede terapeut Victor Sykes. Jared už po několika dnech zjistí, jaká situace v zařízení vládne a svůj pobyt zde vnímá jako zbytečný. Po konfliktu se Sykesem se rozhodne odejít.
Po čtyřech letech žije Jared v New Yorku, živí se jako novinář a spisovatel. Rozhodl se popsat své zážitky ze svého dospívání v knize. Před vydáním knihy a reportáže v Timesech odjíždí za rodiči, aby se usmířil s otcem.

## Obsazení
| Lucas Hedges      | Jared Eamons    |
| Russell Crowe     | Marshall Eamons |
| Nicole Kidmanová  | Nancy Eamons    |
| Joel Edgerton     | Victor Sykes    |
| Xavier Dolan      | Jon             |
| Troye Sivan       | Gary            |
| Matt Burke        | Simon           |
| Madelyn Clineová  | Chloe           |
| Jesse LaTourette  | Sarah           |
| Britton Sear      | Cameron         |
| David Ditmore     | Phillip         |
| Michael Balzary   | Brandon         |
| Joe Alwyn         | Henry           |
| Cherry Jones      | Dr. Muldoon     |
| Théodore Pellerin | Xavier          |

## Ocenění
| Ocenění                                              | Datum ceremoniálu        | Kategorie                                                    | Nominovaný                                                                  | Výsledek          |
| ---------------------------------------------------- | ------------------------ | ------------------------------------------------------------ | --------------------------------------------------------------------------- | ----------------- |
| Artios Awards                                        | 31. ledna 2019           | nejlepší filmové drama                                       | Carmen Cuba, Tara Feldstein Bennett, Chase Paris (casting), Shelby Cherniet | nominace          |
| San Diego Film Critics Society Awards                | 10. prosince 2018        | nejlepší adaptovaný scénář                                   | Joel Edgerton                                                               | nominace          |
| Houston Film Critics Society Awards                  | 3. ledna 2019            | nejlepší skladba                                             | Revelation – Leland, Troye Sivan, Jónsi                                     | nominace          |
| Washington D.C. Area Film Critics Association Awards | 3. prosince 2018         | nejlepší herečka ve vedlejší roli                            | Nicole Kidmanová                                                            | nominace          |
| EDA Awards                                           | 10. ledna 2019           | Ocenění pro ženy ve filmovém průmyslu                        | Nicole Kidmanová za výkony ve filmech Ničitelka, Vymazaný kluk a Aquaman    | nominace          |
| AACTA Awards                                         | 2. prosince 2018         | nejlepší adaptovaný scénář                                   | Joel Edgerton                                                               | vítězství         |
| AACTA Awards                                         | 2. prosince 2018         | nejlepší režie                                               | Joel Edgerton                                                               | nominace          |
| AACTA Awards                                         | 2. prosince 2018         | nejlepší film                                                | Kerry Kohansky Roberts, Steve Golin, Joel Edgerton                          | nominace          |
| AACTA Awards                                         | 2. prosince 2018         | nejlepší mužský herecký výkon v hlavní roli                  | Lucas Hedges                                                                | nominace          |
| AACTA Awards                                         | 2. prosince 2018         | nejlepší mužský herecký výkon ve vedlejší roli               | Russell Crowe                                                               | nominace          |
| AACTA Awards                                         | 2. prosince 2018         | nejlepší mužský herecký výkon ve vedlejší roli               | Joel Edgerton                                                               | nominace          |
| AACTA Awards                                         | 2. prosince 2018         | nejlepší ženský herecký výkon ve vedlejší roli               | Nicole Kidmanová                                                            | vítězství         |
| Camerimage                                           | 10. – 17. listopadu 2018 | nejlepší režisérský debut                                    | Joel Edgerton                                                               | nominace          |
| Chicago International Film Festival                  | 10. – 21. října 2018     | Zlatý Hugo                                                   |                                                                             | nominace          |
| Critics' Choice Movie Awards                         | 13. ledna 2019           | nejlepší ženský herecký výkon ve vedlejší roli               | Nicole Kidmanová                                                            | nominace          |
| Zlatý glóbus                                         | 6. ledna 2019            | nejlepší mužský herecký výkon                                | Lucas Hedges                                                                | nominace          |
| Zlatý glóbus                                         | 6. ledna 2019            | nejlepší filmová píseň                                       | Revelation – Leland, Troye Sivan, Jónsi                                     | nominace          |
| Hollywood Music in Media Awards                      | 14. listopadu 2018       | nejlepší původní píseň – celovečerní film                    | Revelation – Leland, Troye Sivan, Jónsi                                     | nominace          |
| Humanitas Prize                                      | 8. února 2019            | nejlepší filmové drama                                       |                                                                             | dosud nevyhlášeno |
| Mill Valley Film Festival                            | 3. – 13. října 2018      | cena publika                                                 |                                                                             | nominace          |
| San Diego International Film Festival                | 10. – 14. října 2018     | cena publika                                                 |                                                                             | vítězství         |
| Satellite Award                                      | 17. února 2019           | nejlepší herec (drama, muzikál a komedie)                    | Lucas Hedges                                                                | nominace          |
| Satellite Award                                      | 17. února 2019           | nejlepší původní píseň                                       | Revelation – Leland, Troye Sivan, Jónsi                                     | nominace          |
| Satellite Award                                      | 17. února 2019           | nejlepší herec ve vedlejší roli (drama, muzikál a komedie)   | Russell Crowe                                                               | nominace          |
| Satellite Award                                      | 17. února 2019           | nejlepší herečka ve vedlejší roli (drama, muzikál a komedie) | Nicole Kidmanová                                                            | nominace          |